# Fosterrörelser
Fosterrörelser kallas de rörelser som ett foster inuti en gravid kvinna kan göra. De flesta kvinnor upptäcker att fostret rör sig efter cirka 18 till 20 veckor av graviditeten. I takt med att barnet utvecklas kommer såväl typen av rörelser som antalet rörelser att förändras. Generellt sett är aktiviteten som störst under morgon, eftermiddag och kväll. Fram till den 32:a veckan av graviditeten kommer antalet fosterrörelser att öka, varpå de sedan håller sig på ungefär samma nivå.
Fosterrörelser under graviditeten ses som ett tecken på att fostret är välmående. Om fostret rör sig mindre än vanligt, eller om man upptäcker förändringar av rörelsemönstret, kan det vara ett tecken på att barnet inte mår bra. Modern bör då genast uppsöka vård för att få fostrets hälsa undersökt. Det finns inget specifikt antal rörelser som anses vara normalt, utan fostrets rörelsemönster är individuellt.